# ショプロン - エーベンフルト線
ショプロン - エーベンフルト線（ハンガリー語: Sopron–Ebenfurt-vasútvonal）は、ジェール・ショプロン・エーベンフルト鉄道の鉄道線の名称である。路線番号は512。この路線とジェール - ショプロン線はドイツ語では共にラープ線 (Raaberbahn) とも呼ばれる。ウィーンとブルゲンラント州を結ぶ役割を担っており、またオーストリアとハンガリーの両国にまたがる路線でもある。

## 歴史
1872年10月15日ジェール (ドイツ語地名：ラープ)  - エーベンフルト区間の建設許可が与えられ、1879年3月ショプロン (ドイツ語地名：オェーデンブルク)  - エーベンフルト区間の建設工事は開始された。1879年10月28日この区間はジェール・ショプロン・エーベンフルト鉄道 (Györ-Sopron-Ebenfurti Vasút Zrt., GySEV) より開通された。GySEVは1875年2月1日株式会社に転換された。
第一次世界大戦の終戦とハプスブルク帝国の解体以後オーストリア政府はGySEV株式会社の許可・承認官庁 (Konzessionär) として登場した。

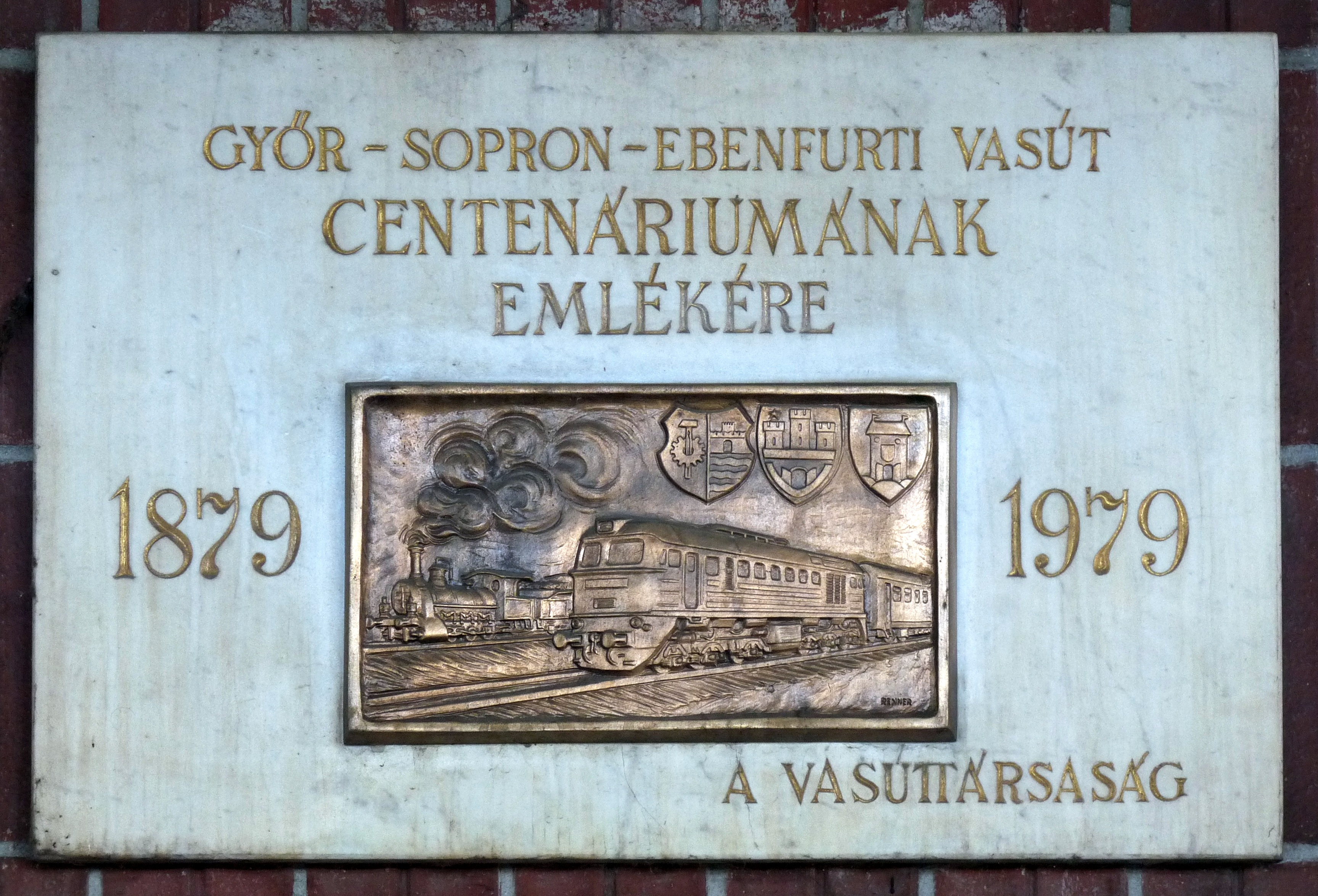
GySEV開通100周年記念表示板 (ショプロン所在)

1959年から二つ国で貨物の輸送量が増加して、1972年にはディーゼル機関車がこの路線で貨物輸送部門に投入された。
鉄のカーテンが象徴的に設置された後にも商品の密貿易は国際鉄道運営のため、たびたび行われた。最大の密輸事件は1980年10月に明らかになった、ハンガリー製タバコがオーストリアなどへ持ち込まれた事件であった。関税の損失額はおよそ6億2500万シリングと推定された。
1988年5月27日この路線は電化されて、それは最後の蒸気機関車が運行された以来およそ10年後のできことだった。電化システムの特徴は他の国内鉄道路線と違って、ハンガリーの25 kV、50 Hzのシステムが導入されていることである。
2008年から2016年までブルゲンラント州内の駅と停車場は改修され、高さ55 cmの乗降場が新たに設置された。

## 運行形態
特別快速と快速について説明する。全区間はオーストリア東部地域運輸連合 (Verkehrsverbund Ost-Region、VOR) の管轄下にある。

### 特別快速「レギオナルエクスプレス(REX)」
- REX6系統：　ドイチュクロイツ - エーベンフルト - ウィーン
毎時1本の運行。エーベンフルト以北は511号線に直通する。512号線内は各駅に停車し、ローカル輸送を担っている。主な使用車両は4744形電車。ほとんどの列車が、ヴルカプロダースドルフ以北でREX65系統を併結する。早朝に1本ヴルカプロダースドルフ発ウィーン行の列車があり、この列車に限りミュレンドルフとノイフェルトを通過する。
過去の運行形態
2016年以前は、REX6系統単独で運行していた。平日のみ、午前のドイチュクロイツ方面、午後のブラチスラヴァ方面はバウムガーテンを通過していた。休日は本数が少なく、2時間に1本の運行であった。ヴルカプロダースドルフ以北は各駅に停車していた。
2017年度より、全列車バウムガーテン停車となった。
2021年度より、休日も1時間に1本の運行であった。
2024年度より、ほとんどの列車がREX65系統を併結する様になった。また、平日早朝にヴルカプロダースドルフ発ウィーン行で、ミュレンドルフとノイフェルトを通過する列車が設定された。

- REX65系統：　アイゼンシュタット - ヴルカプロダースドルフ - ドイチュクロイツ - エーベンフルト - ウィーン
毎時1本の運行。エーベンフルト以北は511号線に、ヴルカプロダースドルフ以東は730号線に直通する。511,512号線内は、REX6系統に併結される。
2024年度に運行を開始した。

### 過去の運行系統
- 快速
  - ヴィーナー・ノイシュタト → エーベンフルト → ドイチュクロイツ
2019年以前、土曜日を除く毎日、一日片道1本のみ運行していた。エーベンフルト以北は511号線から直通していた。512号線内は各駅に停車していた。

## 駅一覧
以下では、512号線の駅と営業キロ、停車列車、接続路線などを一覧表で示す。
- 種別
  - REX：快速
- 停車駅
  - ■印：全列車停車

| 路線名 | 駅名                               | 駅間営業キロ | 累計営業キロ | REX | 接続路線 | 所在地                           | 所在地                           |
| ------ | ---------------------------------- | ------------ | ------------ | --- | --- | -------------------------------- | -------------------------------- |
| 512    | ドイチュクロイツ駅                 | 0.0          | -9.4         | ■   | | ブルゲンラント州                 | オーバープレンドルフ郡           |
| 512    | ショプロン駅                       | 9.4          | 0.0          | ■   | ハンガリー国鉄 8号線（ブダペスト方面）、15号線（ソンバトヘイ方面） オーストリア国鉄 524号線（ノイシュタト方面） | ジェール・モション・ショプロン県 | ショプロン郡                     |
| 512    | バウムガーテン駅                   | 7.9          | 7.9          | ■   | | ブルゲンラント州                 | マッタースブルク郡               |
| 512    | ドラスブルク駅                     | 3.2          | 11.1         | ■   | | ブルゲンラント州                 | マッタースブルク郡               |
| 512    | ヴルカプロダースドルフ駅           | 5.7          | 16.8         | ■   | 730号線（ウィーン方面）                                                                                         | ブルゲンラント州                 | アイゼンシュタット郊外郡         |
| 512    | ミュレンドルフ駅                   | 5.8          | 22.6         | ●   | | ブルゲンラント州                 | アイゼンシュタット郊外郡         |
| 512    | ノイフェルト・アン・デア・ライタ駅 | 7.9          | 30.5         | ●   | | ブルゲンラント州                 | アイゼンシュタット郊外郡         |
| 512    | エーベンフルト駅                   | 2.1          | 32.6         | ■   | 511号線（ブルック方面、ノイシュタト方面）                                                                       | ニーダーエスターライヒ州         | ヴィーナーノイシュタットラント郡 |